# José María Minella
José María Minella (Mar del Plata, 6 de agosto de 1909 - 1981) foi um ex-futebolista e técnico de futebol argentino.
Minella começou a carreira em um clube de sua cidade, o Independiente. Despontou nacionalmente no Gimnasia y Esgrima La Plata, integrando El Expreso, o elenco gimnasista campeão argentino em 1929. Este, até hoje, foi o único título de elite do GELP no campeonato argentino. Centromédio, ficou no clube até 1934, chegando à Seleção Argentina. Acabou deixado de fora da Copa do Mundo de 1934 junto com outras grandes estrelas do país, pois a Albiceleste decidiu levar apenas atletas amadores ao mundial - o Gimnasia, cujo título de 1929 fora amador, já integrava a liga profissional. 
Em 1935, Minella chegou ao River Plate, onde também seria grande ídolo. Ficou sete anos, ganhando os Campeonatos Argentinos de 1936 (Copa Campeonato e Copa de Oro), 1937 e 1941 e demonstrando grande habilidade tanto para destruir como para armas jogadas, fazendo-o sempre com esportividade. Paralelamente, integrava a Seleção Argentina nos Sul-Americanos, participando dos de 1935, 1937 e 1941, tendo faturado os dois últimos. Em 1942, foi jogar no Peñarol, encerrando a carreira em 1944, no Chile.
Três anos depois, voltava ao River Plate, como treinador, tendo sido um dos mais exitosos do clube: ficou na função entre 1947 e 1959, faturando os campeonatos de 1947, 1952, 1953, 1955, 1956 e 1957 e treinando La Maquinita, vitorioso elenco riverplatense da década de 1950, tendo promovido a grande estrela millonaria da época, Omar Sívori. Deixou o comando (chegou a voltar rapidamente em 1963) como o mais vitorioso técnico do River, só tendo sido igualado por Ángel Labruna e, posteriormente, superado por Ramón Díaz.
Ainda em vida, batizou um estádio. Foi o de sua cidade-natal, erguido especialmente para a Copa do Mundo de 1978. Apenas Diego Maradona e Mario Kempes, depois dele, também nomeariam estádios na Argentina.